# كوزا فودا
كوزا فودا هي قرية تقع في إقليم كونستانتا في رومانيا.